# EC 1.20.1
La EC 1.20.1 è una sotto-sottoclasse della classificazione EC relativa agli enzimi. Si tratta di una sottoclasse delle ossidoreduttasi che include enzimi che utilizzano come donatori di elettroni composti contenenti fosforo o arsenico, con NAD o NADP come accettore di elettroni.

## Enzimi appartenenti alla sotto-sottoclasse
| numero EC   | nome accettato         |
| ----------- | ---------------------- |
| EC 1.20.1.1 | fosfonato deidrogenasi |